# Kabinett Sócrates II

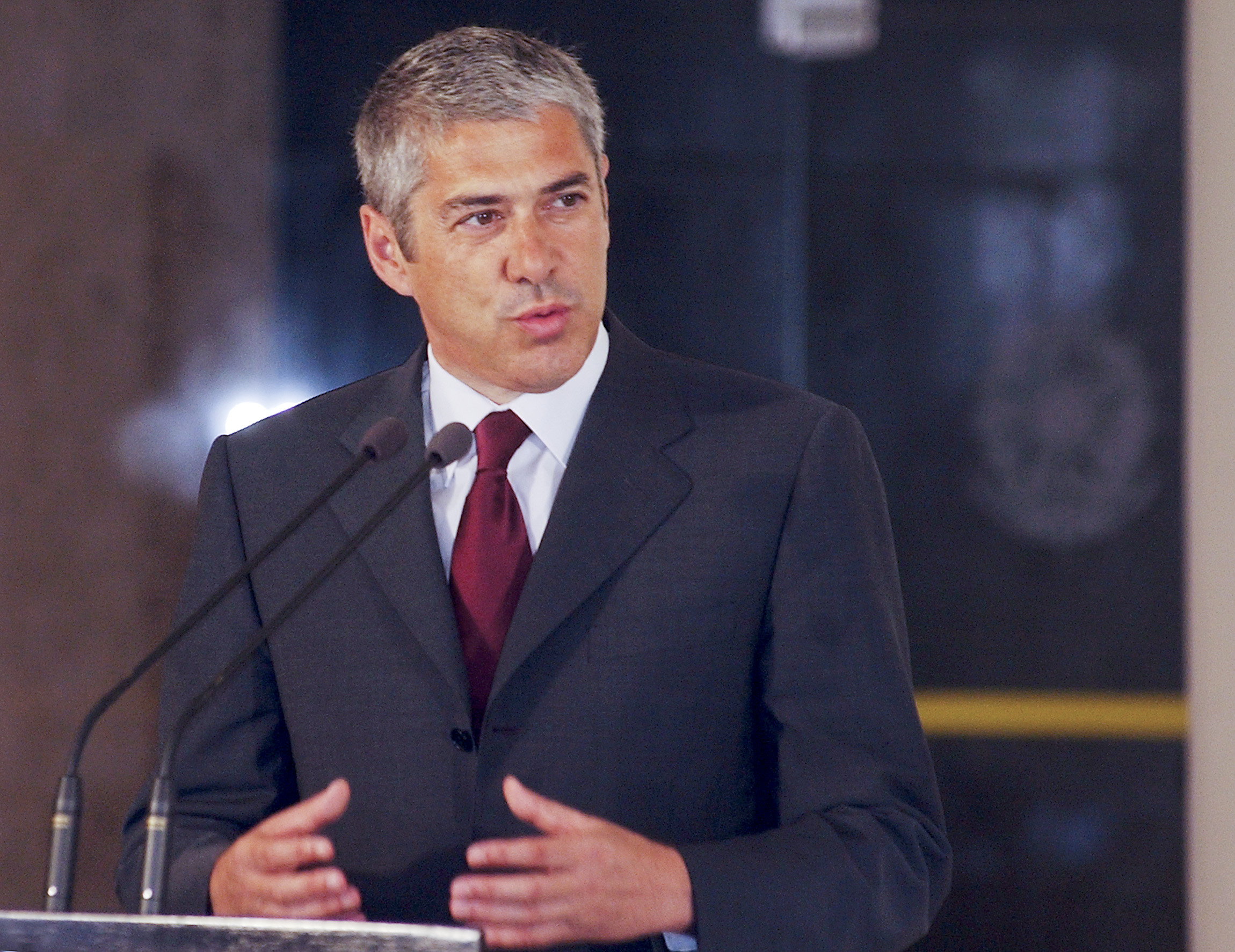
Premierminister José Sócrates

Als Kabinett Sócrates II wurde die 18. verfassungsgemäße, frei gewählte portugiesische Regierung nach der Nelkenrevolution 1974 unter Premierminister José Sócrates bezeichnet, in Portugal auch XVIII Governo Constitucional de Portugal, zu Deutsch XVIII. verfassungsgemäße Regierung von Portugal genannt. Es regierte von 2009 bis zum 21. Juni 2011. Das Mandat endete nach der vorgezogenen Parlamentswahl vom 5. Juni 2011.

## Parlamentswahlen 2009
Nachdem das Mandat des vorigen Kabinetts turnusgemäß nach vier Jahren geendet hatte, fanden am 27. September 2009 Parlamentswahlen statt. Bei diesen verzeichneten die regierenden Sozialisten starke Stimmenverluste und konnten die historisch erstmalige absolute Mehrheit der vorigen Parlamentswahlen nicht verteidigen. Da sich jedoch keine der anderen Parteien im Parlament bereit erklärte, mit den Sozialisten zu koalieren und andere Koalitionsmöglichkeiten nicht oder nur im theoretischen Sinne möglich gewesen wären, regierte das Kabinett Sócrates II als Minderheitsregierung.

## Zusammensetzung
| Amt                                                                 | Name                         | Partei    |
| ------------------------------------------------------------------- | ---------------------------- | --------- |
| Premierminister                                                     | José Sócrates                | PS        |
| Ministerium für auswärtige Angelegenheiten                          | Luís Amado                   | PS        |
| Ministerium für Finanzen und öffentliche Verwaltung                 | Fernando Teixeira dos Santos | PS        |
| Ministerium für Präsidentschaftsangelegenheiten                     | Pedro Silva Pereira          | PS        |
| Ministerium für Parlamentsangelegenheiten                           | Jorge Lacão                  | PS        |
| Ministerium für Nationale Verteidigung                              | Augusto Santos Silva         | PS        |
| Ministerium für innere Verwaltung                                   | Rui Pereira                  | PS        |
| Ministerium für Justiz                                              | Alberto Martins              | PS        |
| Ministerium für Umwelt und Liegenschaftsverwaltung                  | Dulce Pássaro                | PS        |
| Ministerium für Wirtschaft und Innovation                           | José Vieira da Silva         | PS        |
| Ministerium für Landwirtschaft, ländliche Entwicklung und Fischerei | António Serrano              | PS        |
| Ministerium für öffentliche Bauten, Verkehr und Kommunikation       | António Mendonça             | PS        |
| Ministerium für Arbeit und Sozialsicherung                          | Maria Helena André           | PS        |
| Ministerium für Gesundheit                                          | Ana Jorge                    | k. A.     |
| Ministerium für Bildung                                             | Isabel Alçada                | PS        |
| Ministerium für Wissenschaft, Technologie und Hochschulbildung      | Mariano Gago                 | parteilos |
| Ministerium für Kultur                                              | Gabriela Canavilhas          | parteilos |